# Респіраторний мікоплазмоз курей
Респіраторний мікоплазмоз курей — хронічна інфекційна хвороба курей, що характеризується ураженням органів дихання та голосового апарату.

## Особливості захворювання
Респіраторний мікоплазмоз (Micoplasma respiratora avium) зареєстрований в багатьох країнах світу та спричиняє значні економічні збитки. Поширюється повітряно-крапельним шляхом. Хворобу, в більшості випадків, виявляють на птахофабриках та у господарствах, де вирощують бройлерів, рідше в малих селянських господарствах. В Україні захворювання було вперше зареєстровано в 1961 р. [5].
Інкубаційний період РМ у курей триває 4-22 доби. Тривалість хвороби у хронічній стадії — 2-3 міс. Летальність при РМ серед дорослої птиці становить 4-6 %, серед молодняку — 20-25 %. Також проявляється у смертності курчат та ембріонів, зниженні несучості, показників заплідненості та виводимості яєць, затримкою курчат в рості та розвитку. Кількість уражених особин корелює із щільністю утримуваного поголів'я. Кури різних порід мають дуже відмінну клінічну картину проходження респіраторного мікоплазмозу. Тому потрапляння інфекції у велике господарство, де утримується чисельне поголів'я курей однієї породи, яка сприйнятлива до цієї хворботи, — принесе значно більші збитки, ніж у селянському господарстві, де утримується з невеликою щільністю декілька курей різних порід. Тож селянські господарства мають більший відсоток особин, що успішно переживають хворобу. З іншого ж боку, це робить приватні господарства резервуаром інфекції.

## Клінічна картина проходження хвороби

Симптоми респіраторного мікоплазмозу у курей

У хворих особин спостерігається нежить, ураження органів дихання (трахеїт, синусит); накопичення серозного ексудату у носових отворах, птиця трясе головою, щоб звільнитись від засохлої в носі маси. Може спостерігатись втрата апетиту та коньюктивіт.
Симптоматика чхання та виділення слизу з ніздрів у нічний період може проявлятись ще протягом 2-4 місяців.
Породи курей, що більш сприйнятливі до хвороби, проявляють специфічні і більш виражені симптоми. Першими симптомами, що привертають увагу є раптова слабкість, яку можна було спостерігати під час харчування. Хворі особини характерно скльовують їжу, але вона в них випадає з дзьобу, від їжі середньої твердості (наприклад хліб) вони взагалі не можуть відірвати частини. Порушується рівновага: при мінімальному поштовху, птахи спотикаються і падають. Слабкість стрімко розвивається протягом 30-60 хвилин, після чого птахи втрачають будь-яку активність, не реагують на подразники і стоять зі звішеною до землі головою. Першим вказані симптоми проявляють молоді півні. Хронічний перебіг супроводжується пригніченістю, ринітами, кон'юнктивітами, хрипами в трахеї. Можливо птах не могтиме підняти голову протягом кількох діб.

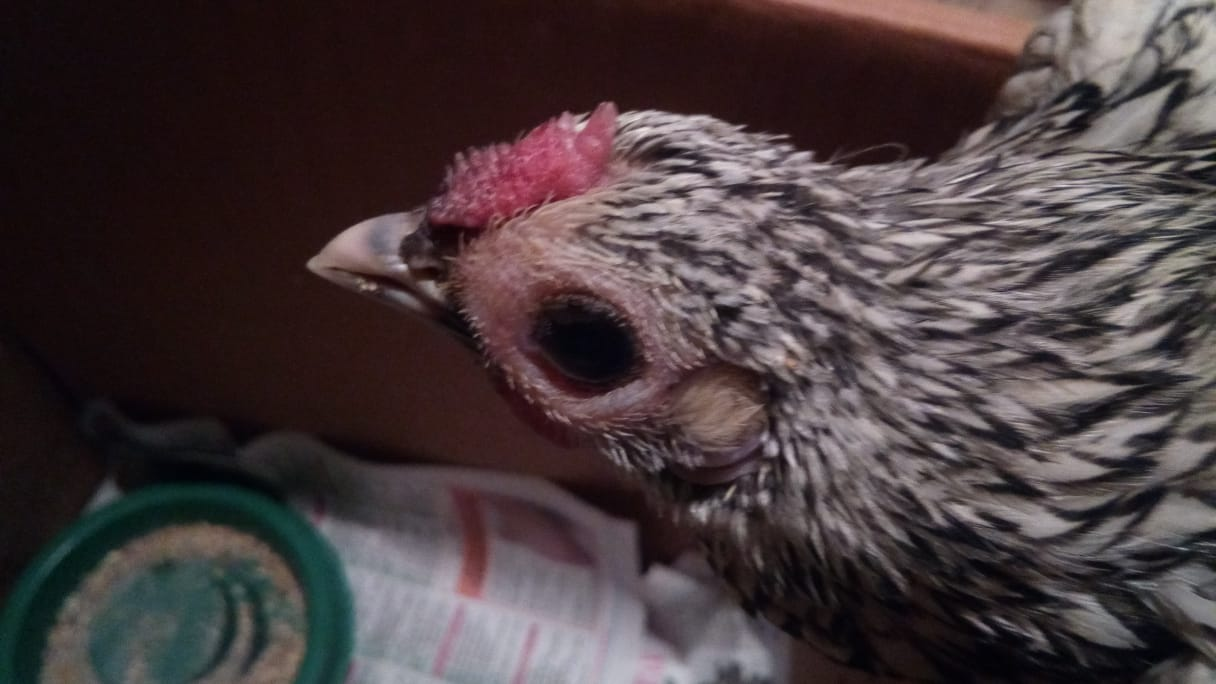
Совина голова — симптом мікоплазмозу курей

Найбільш характерний для захворювання симптом: запалення підочних синусів (виникли набряки, закривалися очні щілини, голова набувала потворної форми — «совина голова»). Пухлина зростає досить швидко у 3-4 дні перебігу хвороби.
Симптоми мікоплазмозу у курей Ломан-Браун

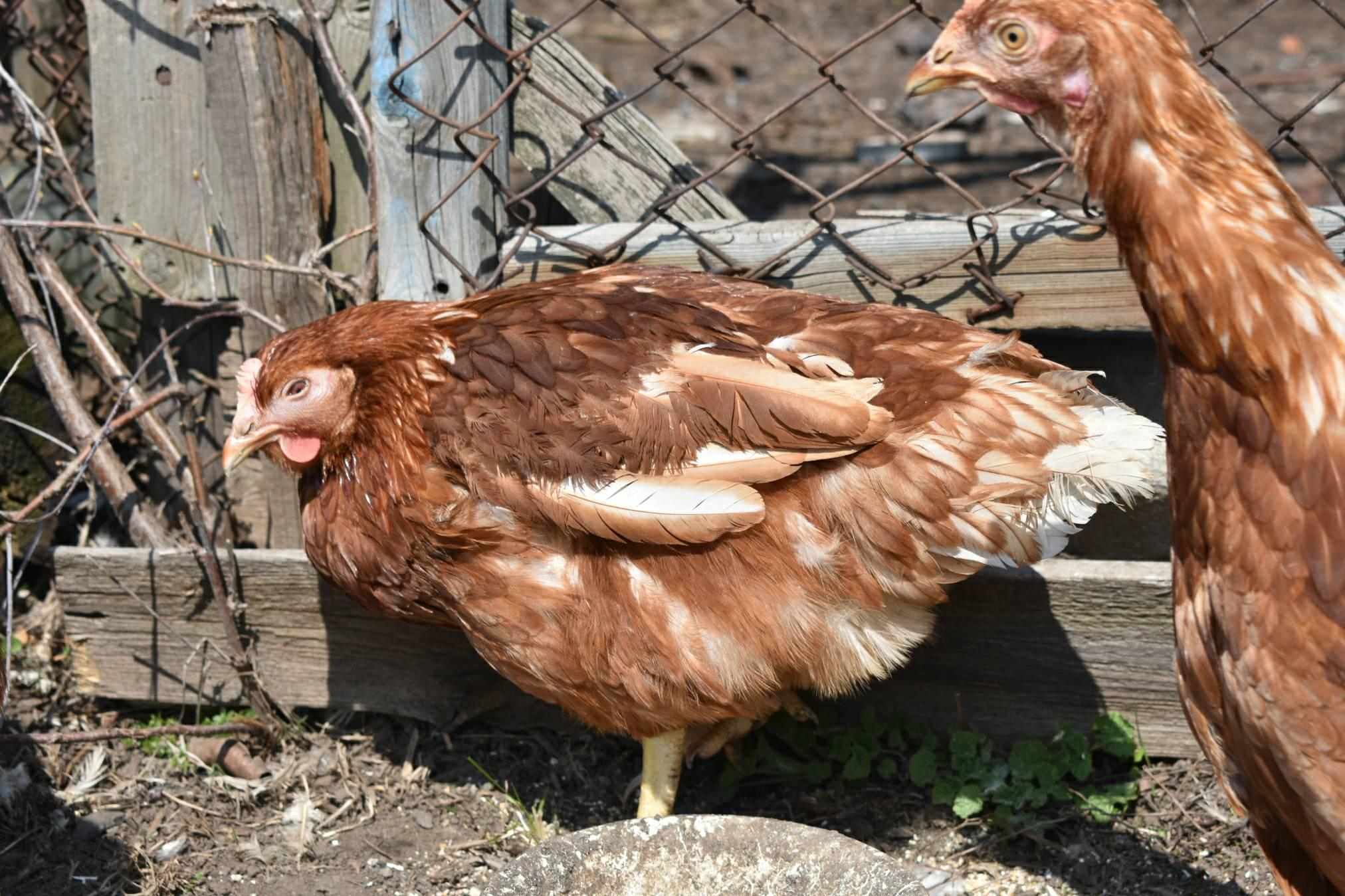
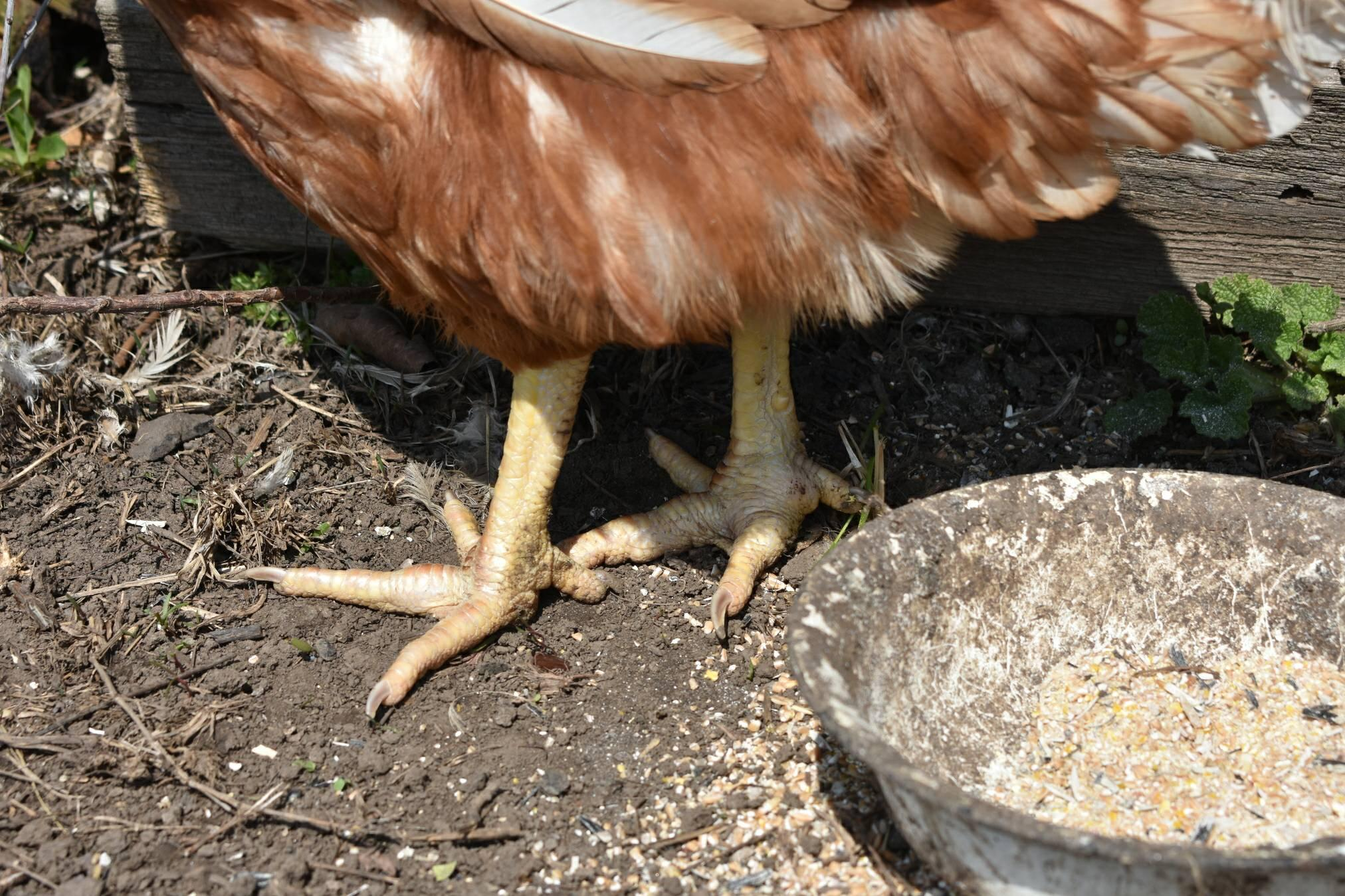
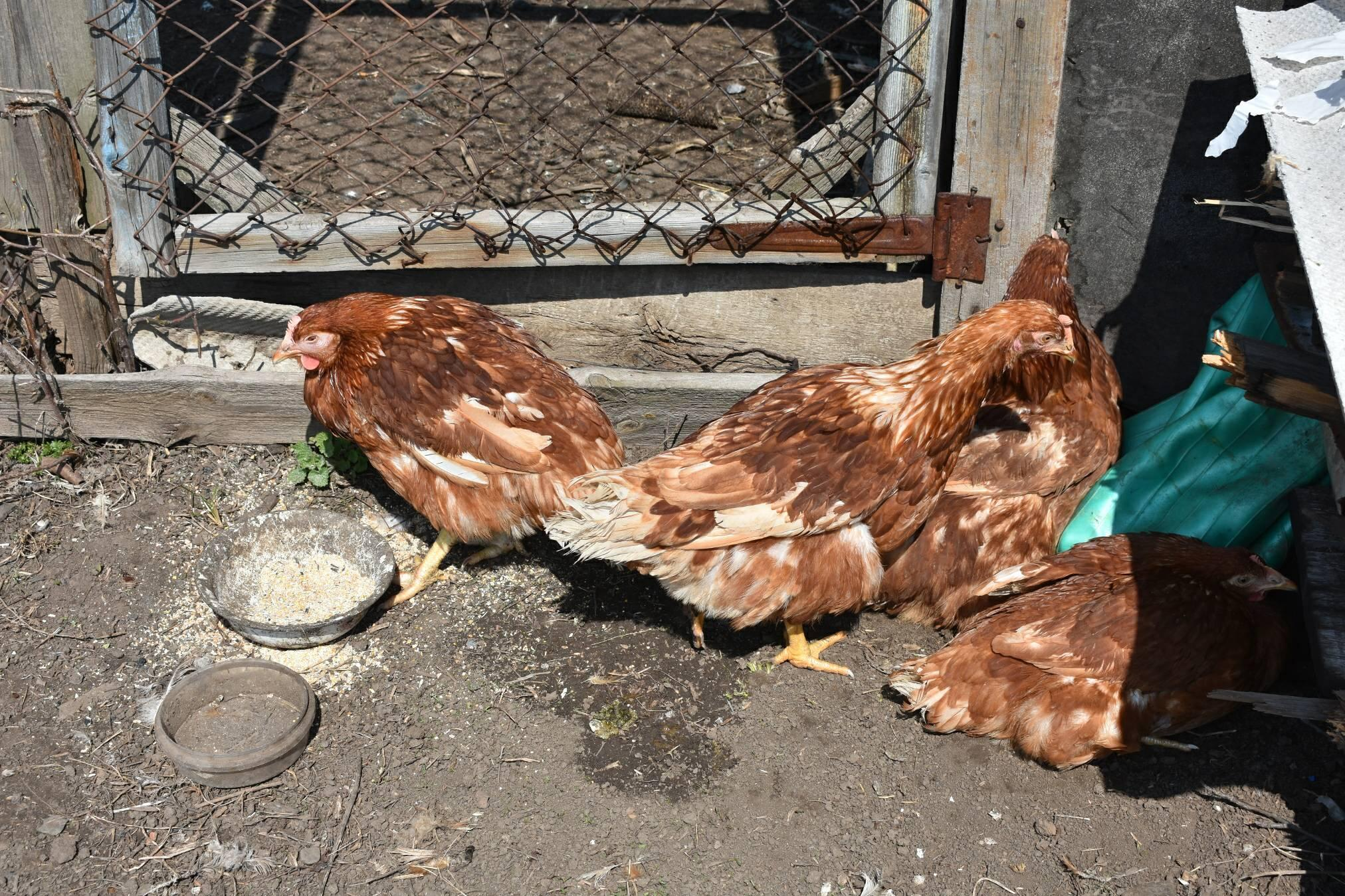
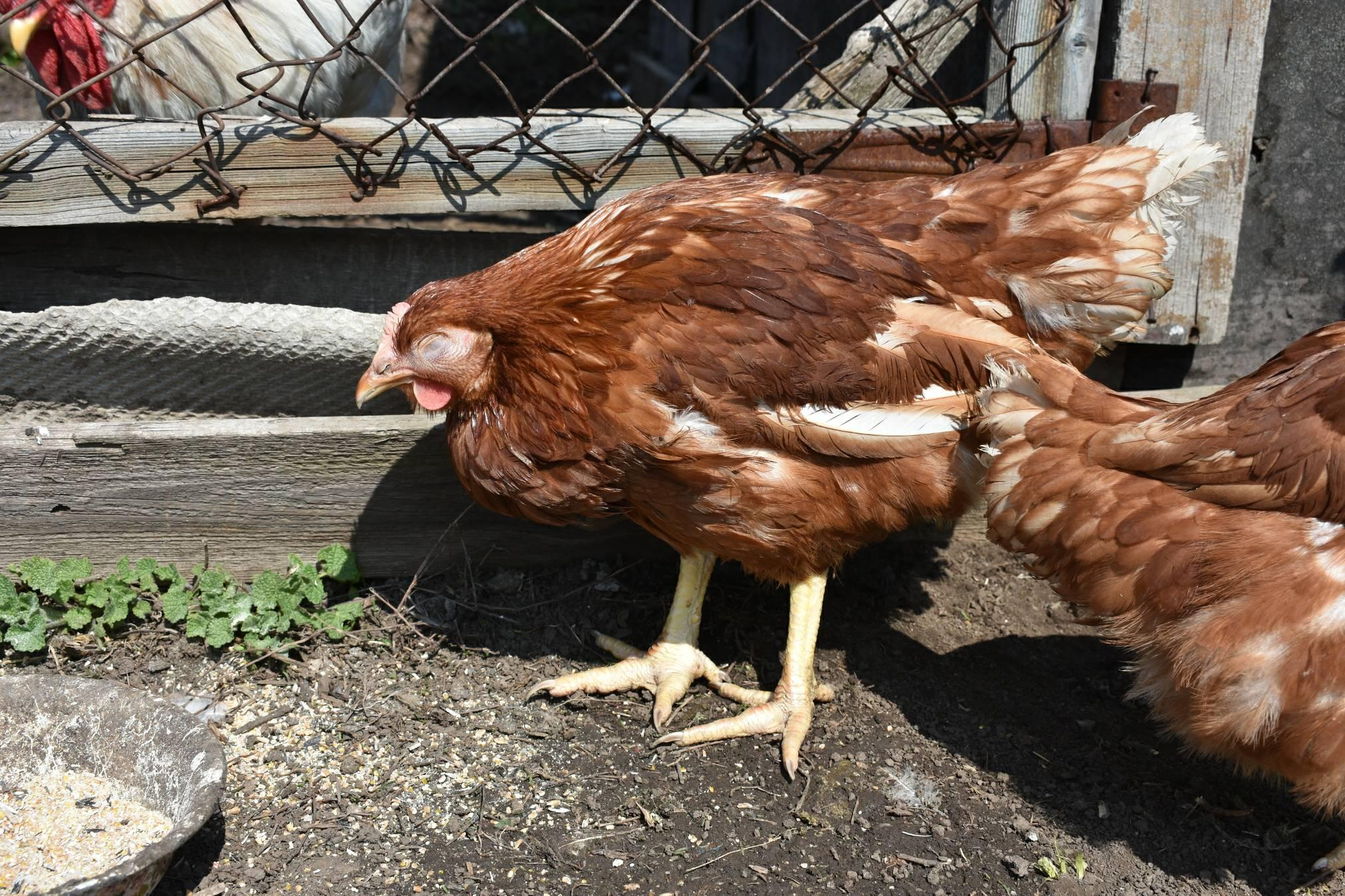

## Лікування респіраторної форми

### Лікування у промислових господарствах
Не розроблено. Офіційно вважається що в промислових господарствах лікування респіраторного мікоплазмозу неможливе.

### Лікування в умовах селянського господарства
В умовах України позитивний результат дав метод кількох 5-денних циклів антибіотиків загальної дії (тетрациклін, левоміцетин, еритроміцин).
Для лікування специфічних симптомів можна застосувати більш складну схему лікування: таблетки трихопол (антибактеріальний препарат) в дозі ⅓ таблетки, тричі на день; антибіотик загальної дії — тетрациклін, ¼ таблетки, тричі на день. Перетерті до стану порошку таблетки заливають з водою за допомогою шприца ємністю 5 мл., до ротової порожнини птаха. Через 20 хвилин після прийняття препаратів, аналогічним чином заливають 10 мл. кефіру.
Для лікування симптомів «совина голова» додатково зовнішньо слизові оболонки та носову порожнину промивають розчином 3 % борної кислоти.